# Odontophrynus lavillai
Odontophrynus lavillai es una especie de anfibios de la familia Odontophrynidae.

## Distribución geográfica
Se encuentra en el centro y norte de Argentina y en zonas limítrofes de Bolivia, Paraguay y Brasil.

## Estado de conservación
Se encuentra amenazada por la pérdida de su hábitat natural.